# Gumbrechtshoffen
Gumbrechtshoffen [gumbʁɛçtsofən] est une commune française située dans la circonscription administrative du Bas-Rhin et, depuis le 1er janvier 2021, dans le territoire de la Collectivité européenne d'Alsace, en région Grand Est.
Située à environ 18 km au nord-ouest de Haguenau, la commune fait partie culturellement de l'Alsace et nait de la fusion de Gumbrechtshoffen-Oberbronn (Obergumbrechtshoffen) et de Gumbrechtshoffen-Niederbronn (Niedergumbrechtshoffen) le 1er septembre 1945. Ses habitants sont appelés les Gumbertshoffer.

## Géographie

### Localisation
La commune se situe entre Niederbronn-les-Bains et Haguenau, à proximité de Engwiller, Uttenhoffen, Gundershoffen.

### Géologie et relief
Porte d’entrée du parc naturel régional des Vosges du Nord. Altitude 180 mètres.  Vallée de la Zinsel du Nord. La commune est entourée des collines boisées du Pays de Hanau.
La commune se compose de 60,47 hectares de territoires artificialisés (10,50 %), 410,47 hectares de territoires agricoles (71,26 %) et 105,17 hectares de forêts et milieux semi-naturels (18,26 %).
Espaces naturels :
- Deux espaces protégés Natura 2000 :

Auf der hardt,
Vosges Du Nord.
- Quatre zones naturelles d'intérêt écologique, faunistique et floristique (Znieff) :

Paysage de collines avec vergers du Pays de Hanau,
Massif forestier de Haguenau et ensembles de landes et prairies en lisière,
Vallée de la Zinsel du Nord à Gumbrechtshoffen,
Bois d'Uhrwiller et lisières.
Sinémurien supérieur.

### Sismicité
Commune située dans une zone de sismicité modérée.

### Hydrographie et les eaux souterraines
Hydrogéologie et climatologie : Système d’information pour la gestion des eaux souterraines du bassin Rhin-Meuse :
Territoire communal : Occupation du sol (Corinne Land Cover); Cours d'eau (BD Carthage),
Géologie : Carte géologique; Coupes géologiques et techniques,
 Hydrogéologie : Masses d'eau souterraine; BD Lisa; Cartes piézométriques.

#### Réseau hydrographique
La commune est dans le bassin versant du Rhin au sein du bassin Rhin-Meuse. Elle est drainée par la Zinsel du Nord, le ruisseau de Wissbach et le ruisseau le Schlierbach,.
La Zinsel du Nord, d'une longueur totale de 43,2 km, prend sa source dans la commune de Mouterhouse et se jette  dans la Moder à Schweighouse-sur-Moder, après avoir traversé douze communes. 

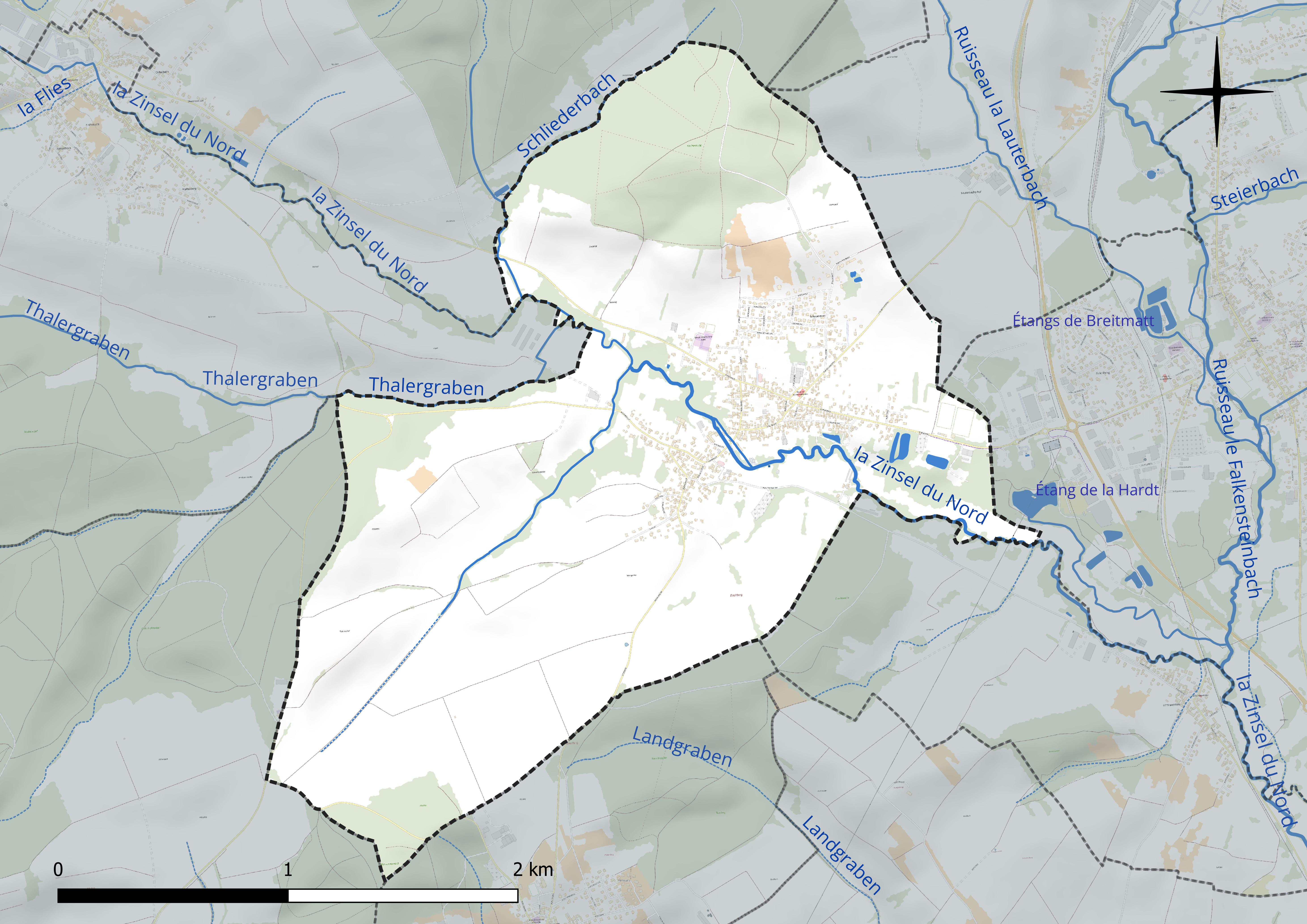
Réseau hydrographique de Gumbrechtshoffen.

#### Gestion et qualité des eaux
Le territoire communal est couvert par le schéma d'aménagement et de gestion des eaux (SAGE) « Moder ». Ce document de planification concerne le bassin versant de la Moder dont le territoire s'étend sur 1 720 km2. Le périmètre a été arrêté le 25 janvier 2006. La commission locale de l'eau a été créée le 12 juillet 2007, puis modifiée le 14 décembre 2021. La structure porteuse de l'élaboration et de la mise en œuvre est le Syndicat des eaux et de l’assainissement Alsace-Moselle (SDEA). 
La qualité des cours d’eau peut être consultée sur un site dédié géré par les agences de l’eau et l’Agence française pour la biodiversité.

### Climat
Pour des articles plus généraux, voir Climat du Grand Est et Climat du Bas-Rhin.
En 2010, le climat de la commune est de type climat des marges montargnardes, selon une étude du Centre national de la recherche scientifique s'appuyant sur une série de données couvrant la période 1971-2000. En 2020, Météo-France publie une typologie des climats de la France métropolitaine dans laquelle la commune est exposée à un climat semi-continental et est dans la région climatique  Vosges, caractérisée par une pluviométrie très élevée (1 500 à 2 000 mm/an) en toutes saisons et un hiver rude (moins de 1 °C). 
Pour la période 1971-2000, la température annuelle moyenne est de 10,4 °C, avec une amplitude thermique annuelle de 17,7 °C. Le cumul annuel moyen de précipitations est de 783 mm, avec 10,5 jours de précipitations en janvier et 10 jours en juillet. Pour la période 1991-2020, la température moyenne annuelle observée sur la station météorologique de Météo-France la plus proche, « Uhrwiller_sapc », sur la commune de Uhrwiller à 5 km à vol d'oiseau, est de 10,9 °C et le cumul annuel moyen de précipitations est de 740,0 mm. 
La température maximale relevée sur cette station est de 38,7 °C, atteinte le 7 août 2015 ; la température minimale est de −18 °C, atteinte le 20 décembre 2009,,. 
Les paramètres climatiques de la commune ont été estimés pour le milieu du siècle (2041-2070) selon différents scénarios d'émission de gaz à effet de serre à partir des nouvelles projections climatiques de référence DRIAS-2020. Ils sont consultables sur un site dédié publié par Météo-France en novembre 2022.

### Voies de communications et transports

#### Voies routières
- D 242 vers Zinswiller et Gundershoffen[23],
- D 1062 vers Mertzwiller.

#### Transports en commun

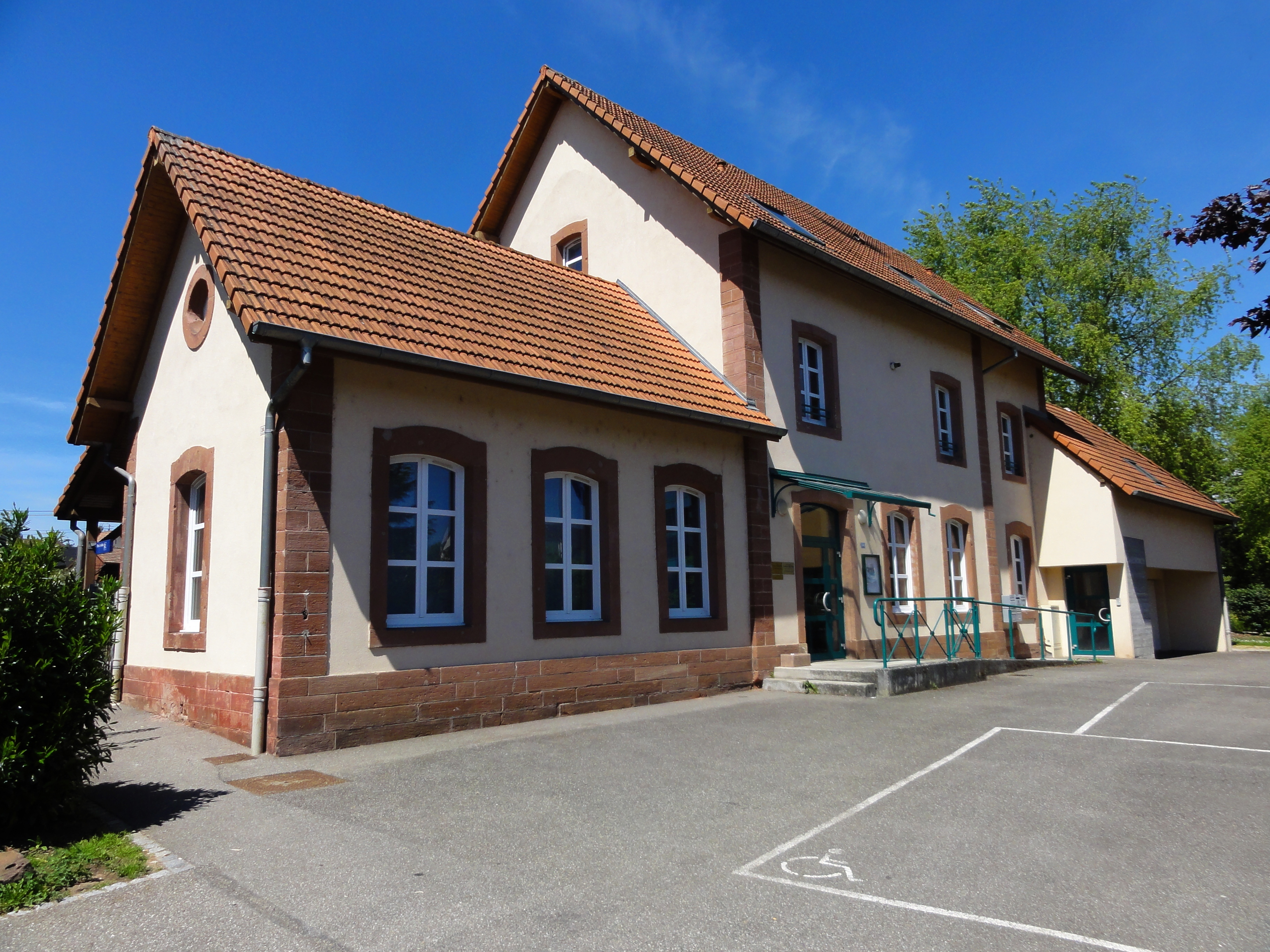
Gare de Gundershoffen.

- Transports en Alsace.
- Fluo Grand Est.

##### SNCF
- Gare de Gundershoffen.
- Gare de Haguenau.

### Intercommunalité
Commune membre de la Communauté de communes du Pays de Niederbronn-les-Bains.
| Oberbronn  | Niederbronn-les-Bains | Reichshoffen  |
| Zinswiller | Gumbrechshoffen       | Gundershoffen |
| Uhrwiller  | Engwiller             | Uttenhoffen   |

## Urbanisme

### Typologie
Au 1er janvier 2024, Gumbrechtshoffen est catégorisée petite ville, selon la nouvelle grille communale de densité à sept niveaux définie par l'Insee en 2022.
Elle appartient à l'unité urbaine de Reichshoffen-Niederbronn-les-Bains, une agglomération intra-départementale regroupant quatre  communes, dont elle est une commune de la banlieue,,. Par ailleurs la commune fait partie de l'aire d'attraction de Haguenau, dont elle est une commune de la couronne,. Cette aire, qui regroupe 34 communes, est catégorisée dans les aires de 50 000 à moins de 200 000 habitants,.

### Occupation des sols
L'occupation des sols de la commune, telle qu'elle ressort de la base de données européenne d’occupation biophysique des sols Corine Land Cover (CLC), est marquée par l'importance des territoires agricoles (71,4 % en 2018), une proportion sensiblement équivalente à celle de 1990 (72,2 %). La répartition détaillée en 2018 est la suivante : 
terres arables (52,4 %), forêts (17,9 %), zones urbanisées (10,6 %), zones agricoles hétérogènes (7,3 %), prairies (7,2 %), cultures permanentes (4,5 %). L'évolution de l’occupation des sols de la commune et de ses infrastructures peut être observée sur les différentes représentations cartographiques du territoire : la carte de Cassini (XVIIIe siècle), la carte d'état-major (1820-1866) et les cartes ou photos aériennes de l'IGN pour la période actuelle (1950 à aujourd'hui).

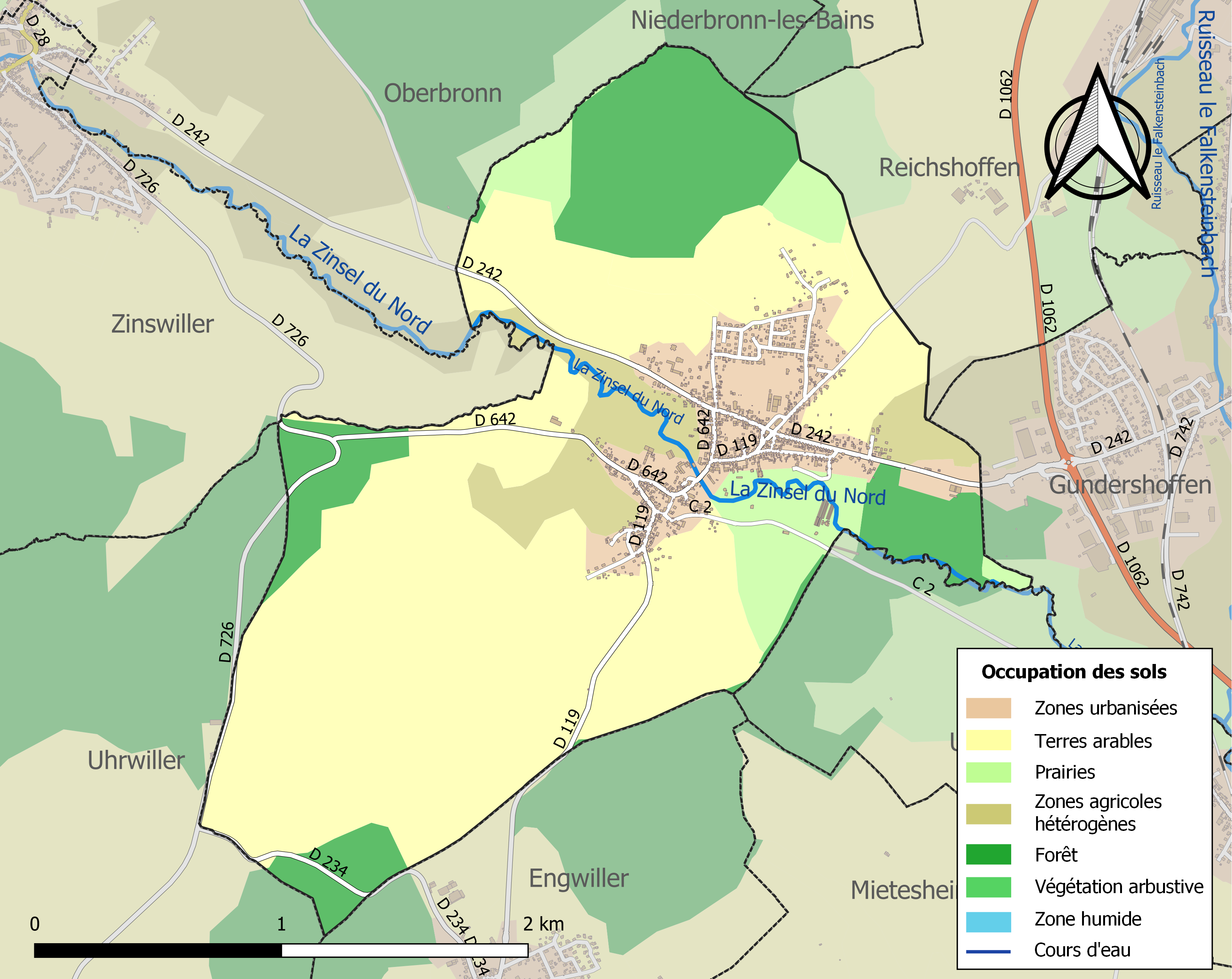
Carte des infrastructures et de l'occupation des sols de la commune en 2018 (CLC).

Gumbrechshoffen bénéficie du plan local d'urbanisme intercommunal du Pays de Niederbronn-les-bains,.

## Toponymie
Étude historique et linguistique des noms de lieux (toponymie), par Bernard Schitt.

## Histoire
Découverte d'un bas-relief gallo-romain provenant d'une importante station gallo-romaine.
Propriété en partie des ducs de Lorraine et des landgraves de basse Alsace de Basse-Alsace au XIIe siècle.
A la fin du XIIIe siècle la commune appartient à la Princesse de Hohenlohe, Waldenbourg, Bartenstein, Comtesse de Löwenhaupt. Au point de vue religieux, la Réforme fut introduite en 1568 dans les deux Gumbrechtshoffen. Simultaneum depuis la fin du XVIIe siècle jusqu'à la construction de l'église catholique Saint-Barthélémy en 1905.
Ville formée en 1945 de l'union Gumbrechtshoffen-Niederbronn (variante : Nieder-Gumbrechtshoffen) et Gumbrechtshoffen-Oberbronn (variante : Ober-Gumbrechtshoffen).

## Politique et administration
| Période                                  | Période  | Identité         | Étiquette     | Qualité                                                        |
| ---------------------------------------- | -------- | ---------------- | ------------- | -------------------------------------------------------------- |
| Les données manquantes sont à compléter. |          |                  |               |                                                                |
| mars 1983                                | mai 2020 | Fernand Feig     | Parti radical | Cadre bancaire retraité Président de la Communauté de communes |
| mai 2020                                 | En cours | Estelle Duchmann |               | Profession intermédiaire de la santé et du travail social      |

### Budget et fiscalité 2023

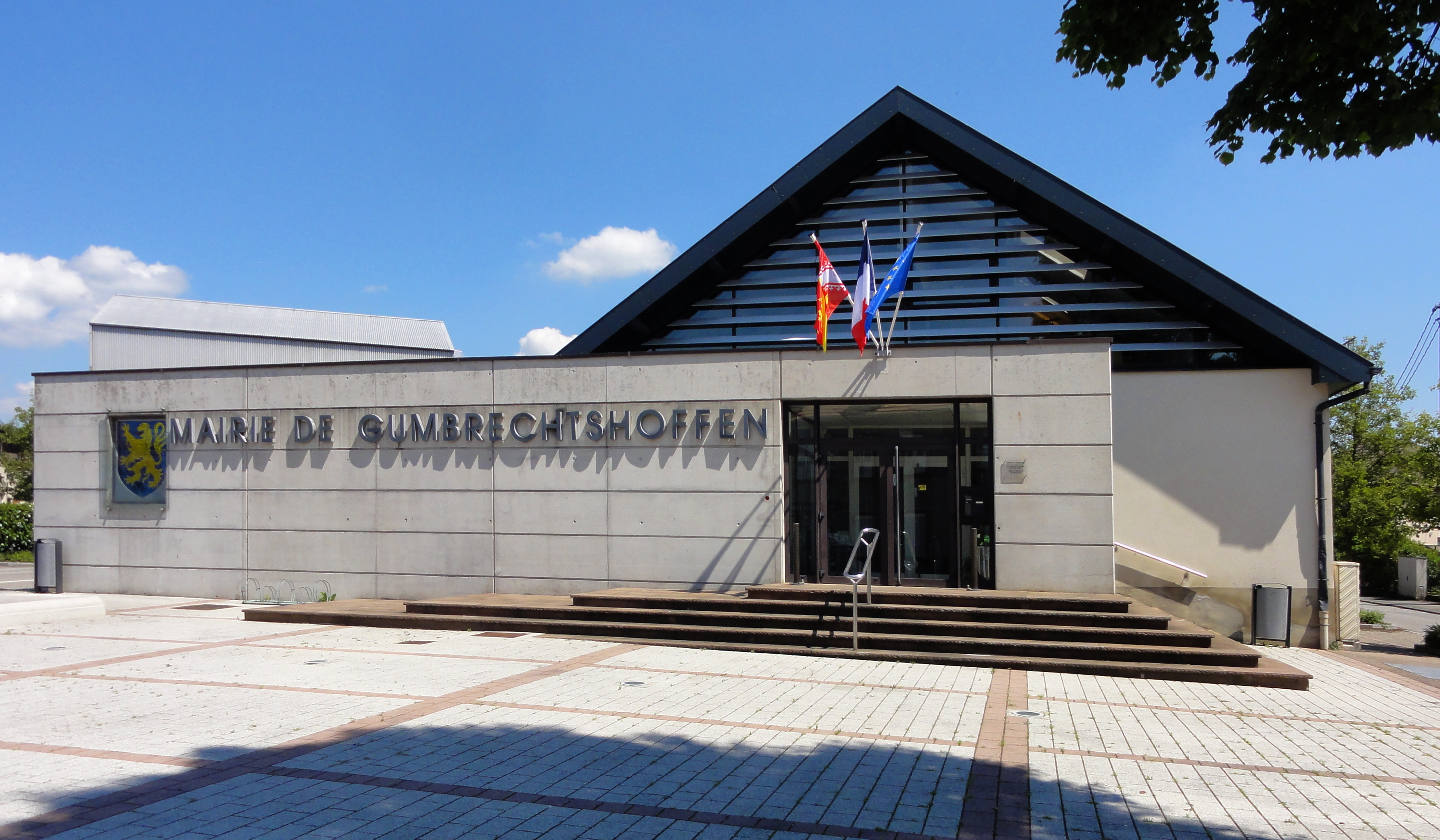
La mairie.

En 2023, le budget de la commune était constitué ainsi :
- total des produits de fonctionnement : 893 000 €, soit 764 € par habitant ;
- total des charges de fonctionnement : 630 000 €, soit 539 € par habitant ;
- total des ressources d'investissement : 371 000 €, soit 318 € par habitant ;
- total des emplois d'investissement : 131 000 €, soit 112 € par habitant ;
- endettement : 881 000 €, soit 754 € par habitant.

Avec les taux de fiscalité suivants :
- taxe d'habitation : 19,90 % ;
- taxe foncière sur les propriétés bâties : 30,13 % ;
- taxe foncière sur les propriétés non bâties : 106,68 % ;
- taxe additionnelle à la taxe foncière sur les propriétés non bâties : 0 % ;
- cotisation foncière des entreprises : 0 %.

Chiffres clés Revenus et pauvreté des ménages en 2021 : médiane en 2021 du revenu disponible, par unité de consommation : 24 950 €.

## Économie

### Entreprises et commerces

#### Agriculture
- Le verger, sur les hauteurs de la commune, accueille également des ruches, des vignes et un « Verger école »[39].
- Culture et élevage[40].
- L’élevage du Clos des Lamas[41].
- Viticulture.

#### Tourisme
- Maison d'hôtes[42].
- Gîte de France.
- Restaurant[43].
- Auberge Au Tilleul[44].

#### Commerces
- Commerces et services de proximité à Gundershoffen, Reichshoffen.
- Marché du terroir hebdomadaire.
- Moulin à farine[45],[46].

## Population et société

### Démographie

#### Évolution démographique

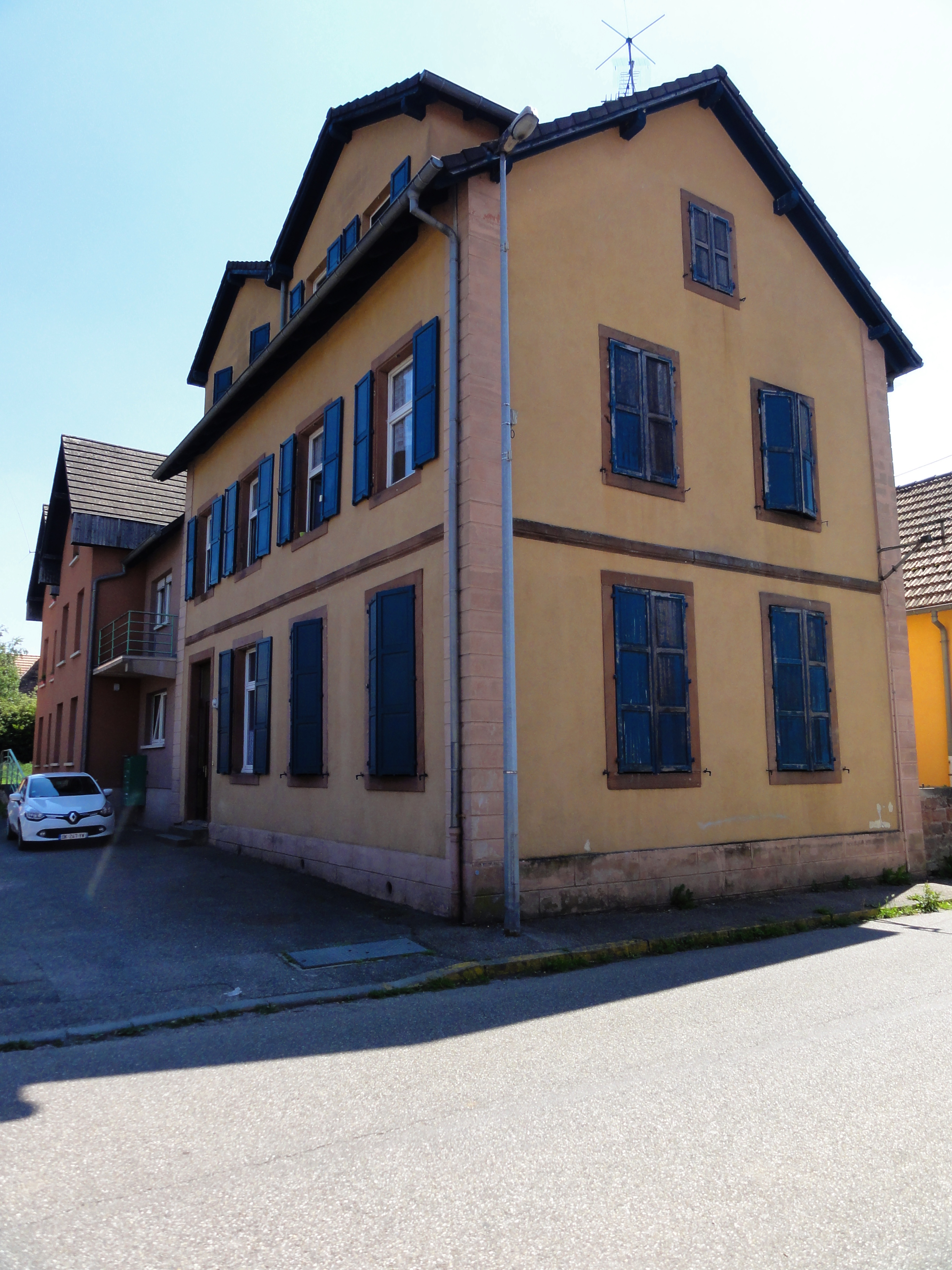
Ancienne école.

L'évolution du nombre d'habitants est connue à travers les recensements de la population effectués dans la commune depuis 1793. Pour les communes de moins de 10 000 habitants, une enquête de recensement portant sur toute la population est réalisée tous les cinq ans, les populations de référence des années intermédiaires étant quant à elles estimées par interpolation ou extrapolation. Pour la commune, le premier recensement exhaustif entrant dans le cadre du nouveau dispositif a été réalisé en 2006.

En 2022, la commune comptait 1 109 habitants, en évolution de −5,29 % par rapport à 2016 (Bas-Rhin : +3,17 %, France hors Mayotte : +2,11 %).
| 1793 | 1800 | 1806 | 1821 | 1831 | 1836 | 1841 | 1846 | 1851 |
| ---- | ---- | ---- | ---- | ---- | ---- | ---- | ---- | ---- |
| 487  | 334  | 439  | 518  | 542  | 898  | 905  | 903  | 901  |

| 1856 | 1861 | 1866 | 1871 | 1875 | 1880 | 1885 | 1890 | 1895 |
| ---- | ---- | ---- | ---- | ---- | ---- | ---- | ---- | ---- |
| 901  | 583  | 956  | 626  | 663  | 745  | 752  | 729  | 732  |

| 1900 | 1905 | 1910  | 1921 | 1926 | 1931 | 1936 | 1946  | 1954  |
| ---- | ---- | ----- | ---- | ---- | ---- | ---- | ----- | ----- |
| 773  | 772  | 1 128 | 806  | 834  | 795  | 761  | 1 011 | 1 015 |

| 1962  | 1968  | 1975  | 1982  | 1990  | 1999  | 2006  | 2011  | 2016  |
| ----- | ----- | ----- | ----- | ----- | ----- | ----- | ----- | ----- |
| 1 091 | 1 092 | 1 063 | 1 098 | 1 186 | 1 226 | 1 227 | 1 177 | 1 171 |

| 2021  | 2022  | - | - | - | - | - | - | - |
| ----- | ----- | - | - | - | - | - | - | - |
| 1 128 | 1 109 | - | - | - | - | - | - | - |

### Enseignement
Établissements d'enseignements :
- École maternelle et primaire,
- Collèges à Reichshoffen, Val-de-Moder, Mertzwiller, Wœrth,
- Lycées à Walbourg, Bouxwiller, Haguenau.

### Santé
Professionnels et établissements de santé :
- Médecins à Gundershoffen, Zinswiller, Reichshoffen,
- Pharmacies à Gundershoffen, Oberbronn, Reichshoffen, Mertzwiller,
- Hôpitaux à Niederbronn-les-Bains, Goersdorf, Ingwiller.

### Cultes
- Culte catholique, communauté de paroisses Zinsel du Nord[53], diocèse de Strasbourg.
- Culte protestant, paroisse luthérienne[54].

### Réseau associatif, animations
- Association Loisirs et culture

Point de croix, aquarelle, tennis loisir, self-défense yoga, arboriculture, animation jeunes, club ados, gym douce et gym détente.

## Culture locale et patrimoine

### Lieux et monuments

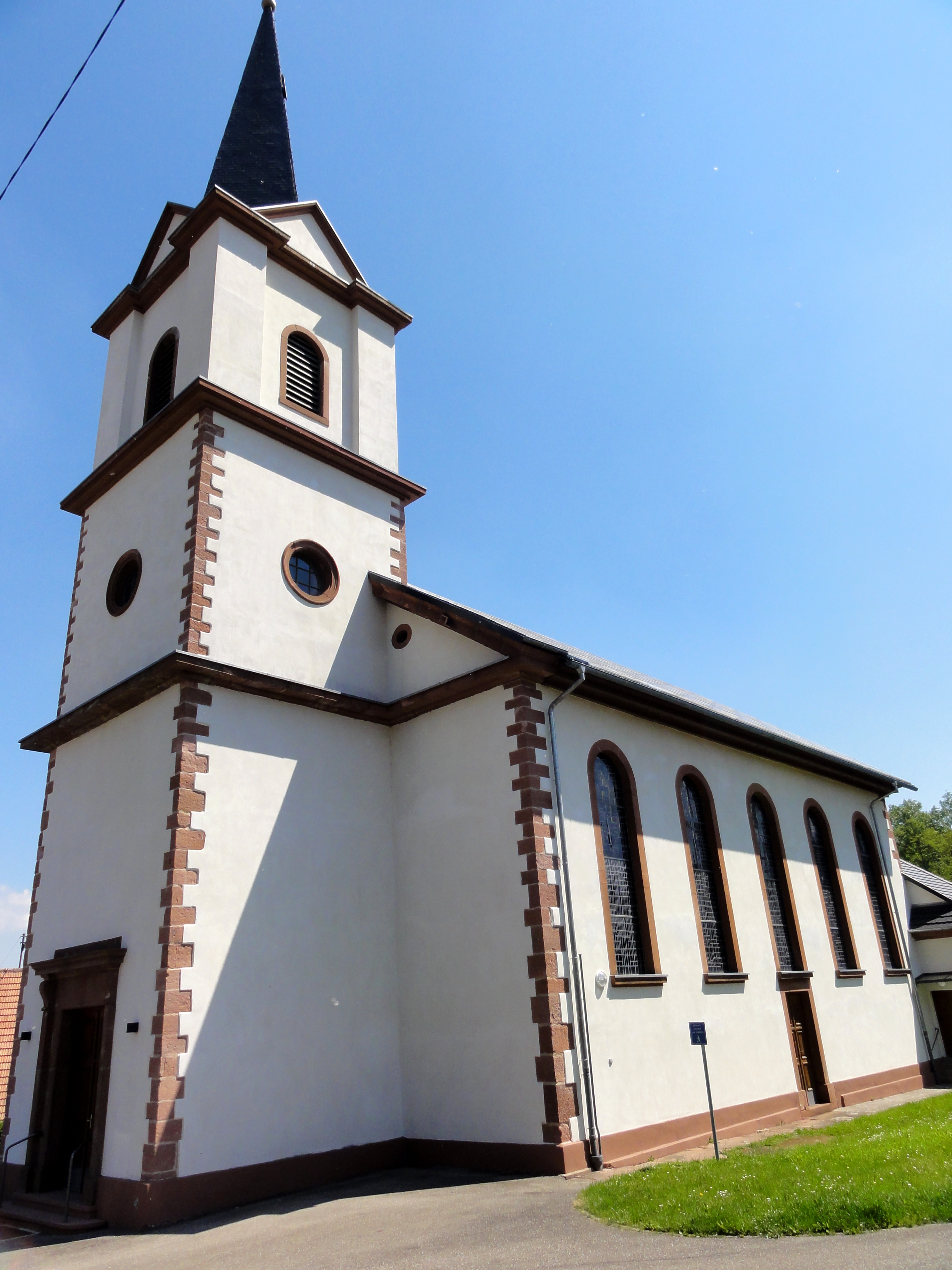
Église protestante (1834).
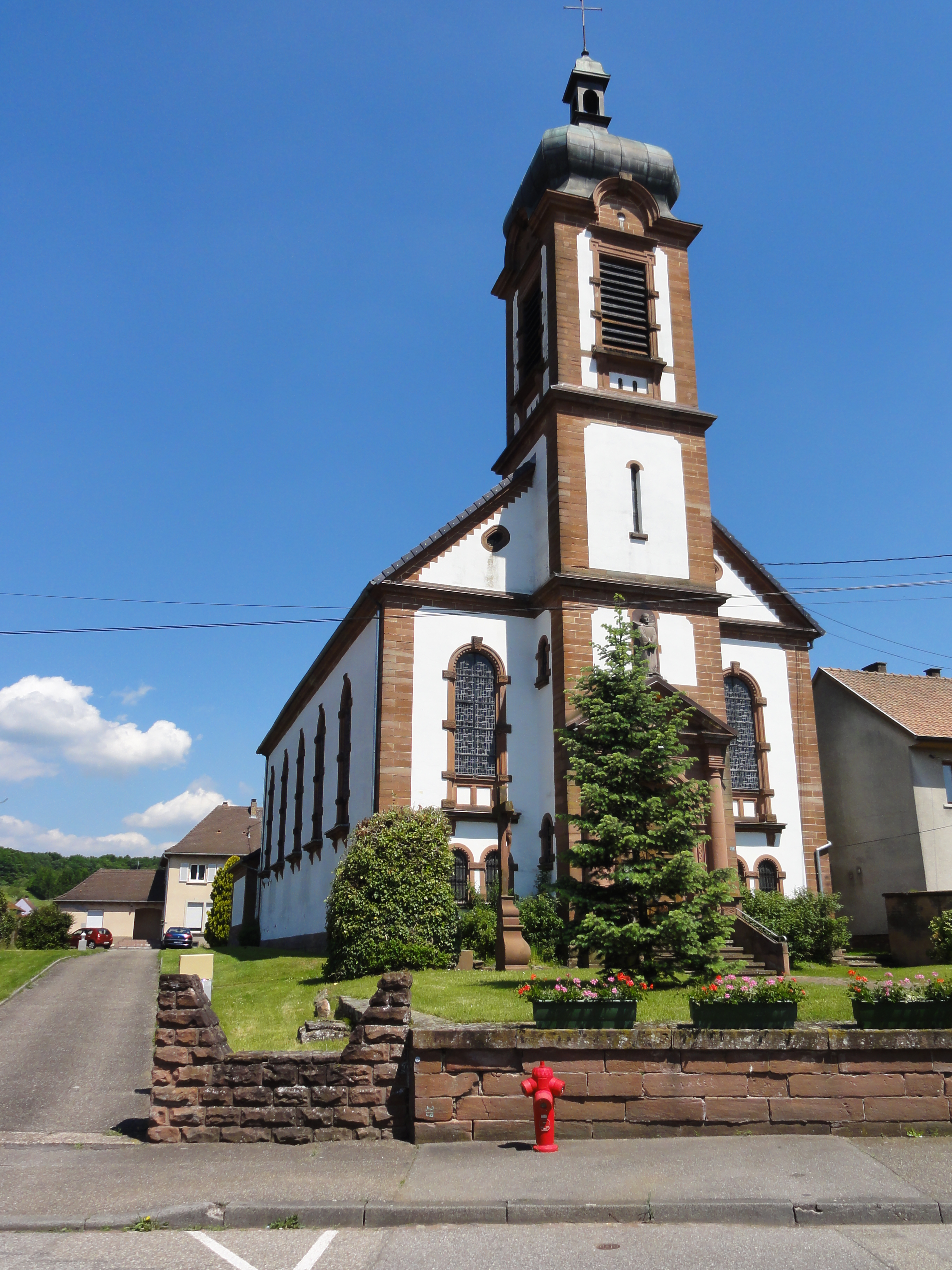
Église Saint-Barthélemy (1905).
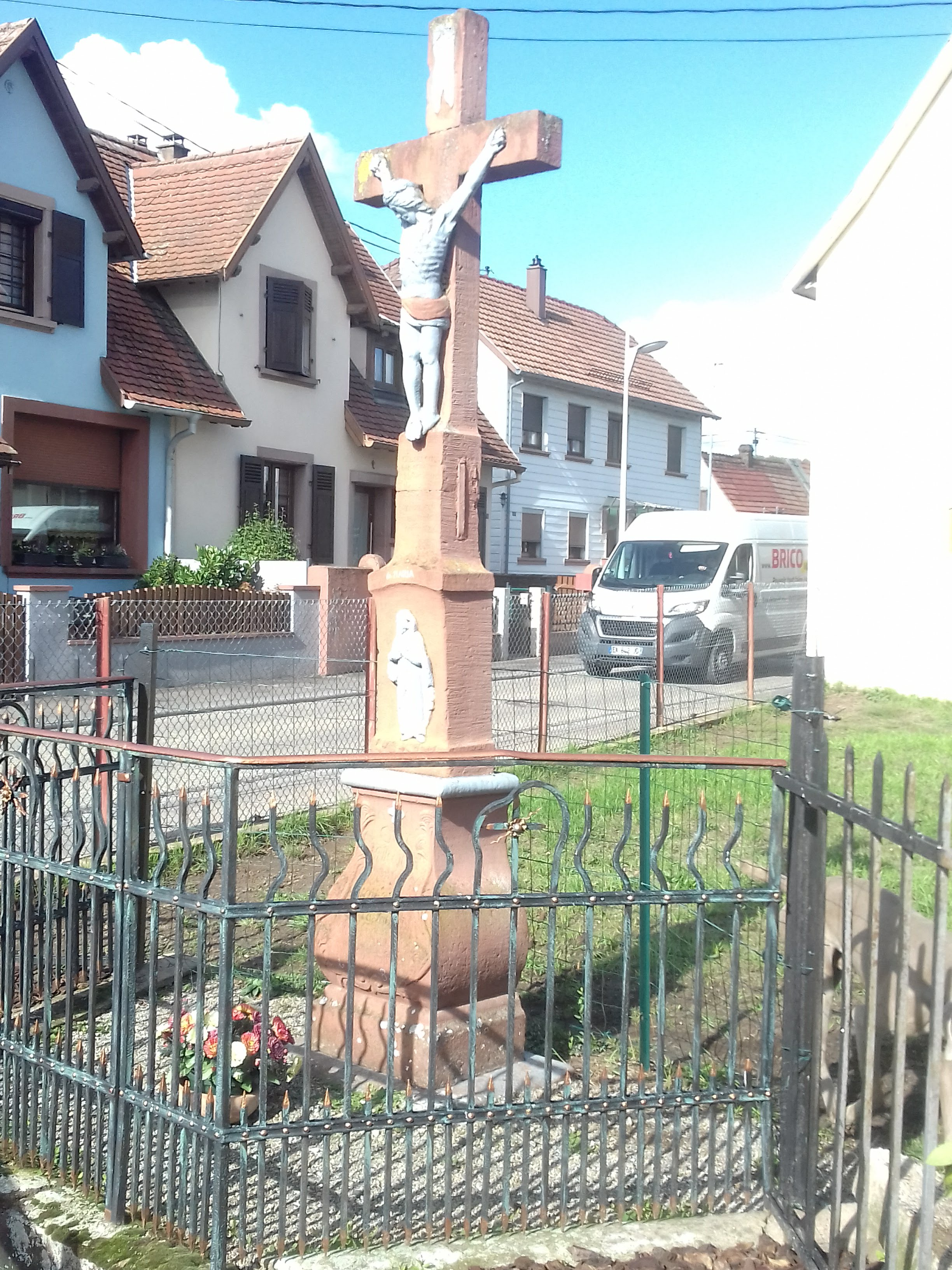
Calvaire rue de la croix.
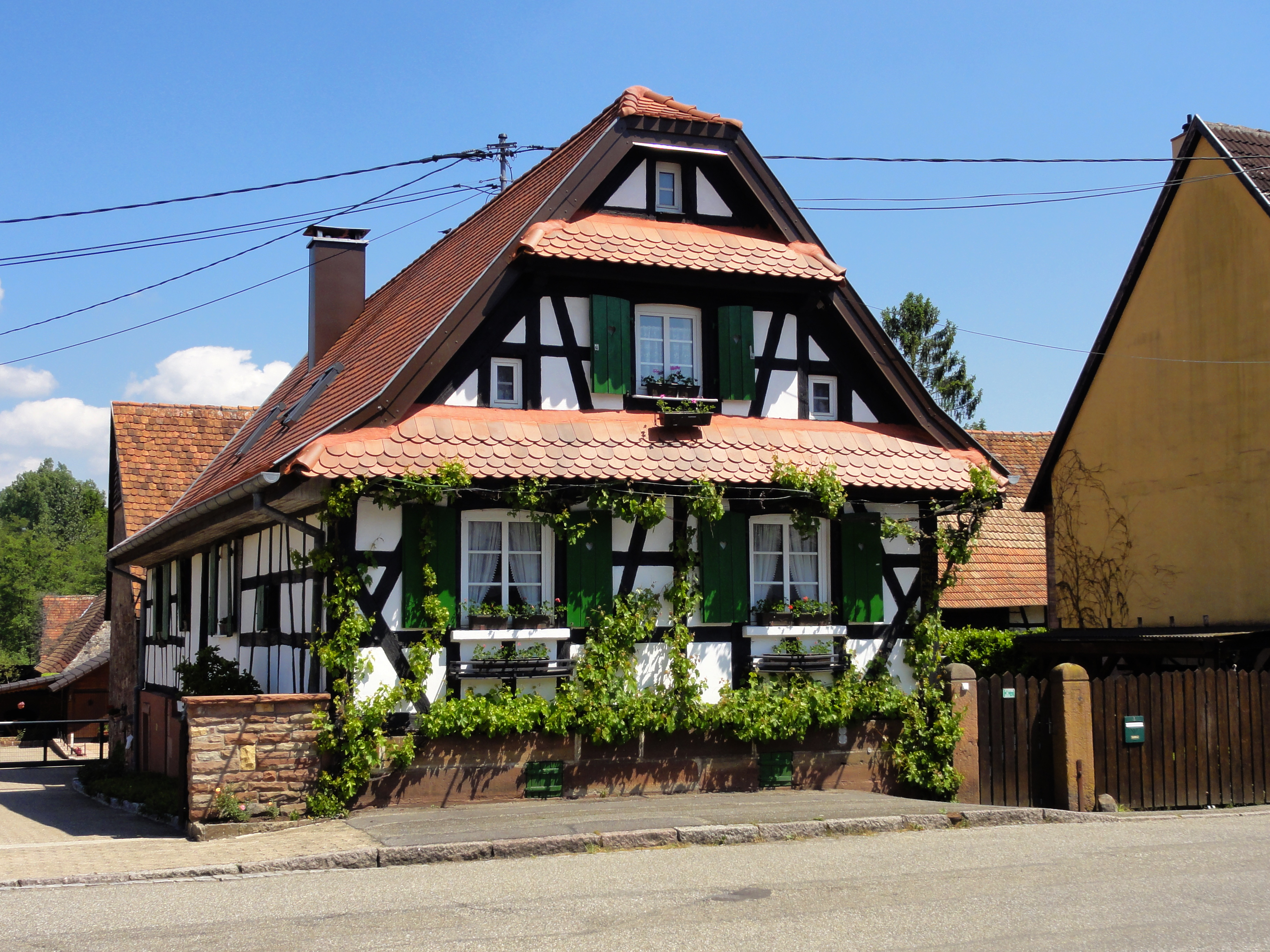
Maison (1826), 22 rue d'Uhrwiller.
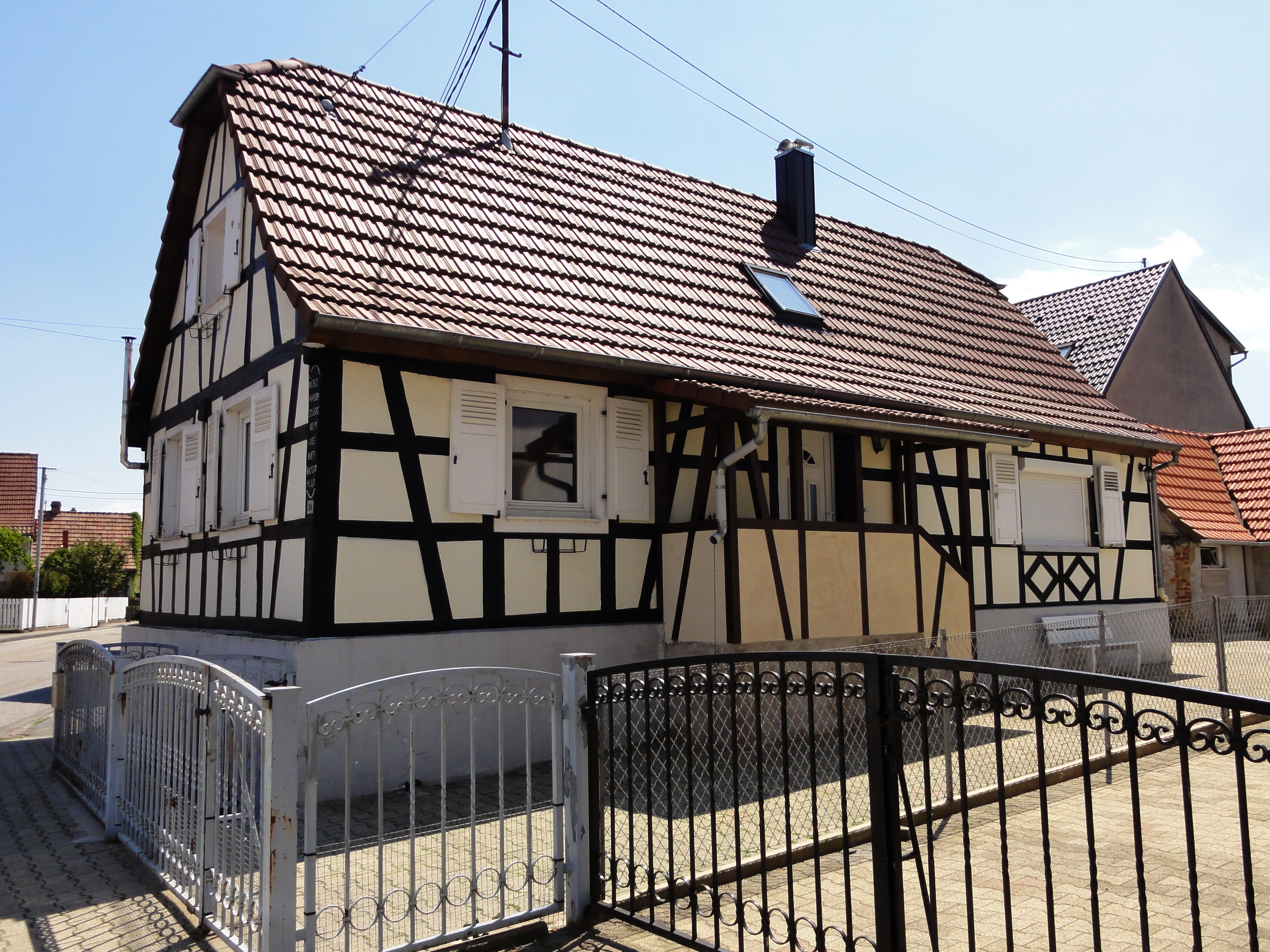
Maison (1842), 26 rue Principale.

- Église catholique Saint-Barthélémy[55],[56].

Verrières de Werlé Ernest (peintre-verrier).
Orgue Edmond-Alexandre Roethinger,.
Chaire à prêcher.
Croix monumentale : Christ en croix.
Statue de procession Immaculée Conception.
- Église protestante Saint-Michel[63],[64].

Orgue église protestante, Stiehr-Mockers,.
- Calvaire[67].
- Croix monumentale[68].
- Croix de chemin[69].
- Lavoir[70].
- L'écluse[71].
- Patrimoine rural remarquable recensé par l’Inventaire général du patrimoine culturel[72] :

Moulin à farine de Gumbrechtshoffen.
Fermes,,,,,,,,,,,,.
Ferme de mennonites.
Maisons,,,,,,,.
- Monument aux morts[96] : conflits commémorés : guerres franco-allemande de 1914-1918 - 1939-1945[97].
- Mairie 4 rue de la Mairie[98].

### Héraldique
| Blason de Gumbrechtshoffen | Blason  | D'azur au lion d'or lampassé de gueules. |
| Blason de Gumbrechtshoffen | Détails | En 1947, il a été institué par arrêté préfectoral une commission d'héraldique groupant un certain nombre de personnalités avec pour mission de vérifier l'authenticité des emblèmes municipaux déjà connus de longue date, et de formuler des propositions en vue de la reconstitution et de l'attribution d'armoiries à des communes qui ne semblent pas pouvoir en faire état jusqu'à présent. Cette commission a proposé d'attribuer à la commune des armes extrait de l'armorial de la généralité d'Alsace d'Ozier dont la description est reprise ci-dessous. |